# Фрейм (социальные науки)
Фрейм (англ. frame — кадр, рамка, каркас) — понятие, используемое в социальных и гуманитарных науках (таких, как социология, психология, коммуникация, кибернетика, лингвистика и др.), означающее в общем виде смысловую рамку, используемую человеком для понимания чего-либо и действий в рамках этого понимания, целостность, в рамках которой люди осмысливают себя в мире. Другими словами, фрейм — устойчивая структура, когнитивное образование (знания и ожидания), а также схема представления. Фрейм — это метакоммуникативное определение ситуации, основанное на управляющих событиями принципах организации и вовлечённости в события.

## Понятие
В соответствии с кибернетико-лингвистическим определением, восходящим к когнитивно-ориентированной семантике, а также когнитивной психологии и исследованиям искусственного интеллекта М. Мински, фрейм — это когнитивная структура, рассматриваемая как выстроенная система знаний об обозначаемом, которая является «максимально обобщённым схематизированным представлением об основании значения, … схемой образа, лежащей в его основе».
Когнитивное понимание фрейма в рамках своей фреймовой когнитивной семантики, основанной на теории фреймов М. Мински, развивает Ч. Филлмор, для которого фрейм — это «когнитивная структура схематизации опыта».
В соответствии с психологическим (Г. Бейтсон) и, затем, социологическим (И. Гофман) пониманием, фрейм может быть понят как «структурный контекст повседневного взаимодействия».
Согласно И. Гофману, фрейм — это конституируемая агентами целостность, прежде всего практик, но вместе с тем — смыслов, которые люди в типичных, повторяющихся социальных ситуациях, в социальном контексте, придают своим действиям и действиям других (вербальным и невербальным). Фрейм у И. Гофмана — это «способность практического сознания „собирать“ мир в организованное целое без участия дискурсивного контроля», это вид процедурного знания — «знание как» либо последовательность действий, описывающих какой-либо креативный аспект предмета или его функциональный аспект. Аналитик И. Гофмана Мэнинг подчёркивает, что фрейм — это «разбор наличных целостностей (социальных, культурных) и затем сборка структур как совокупности взаимодействующих элементов». Кроме того, фрейм, согласно И. Гофману, — это «определённая перспектива восприятия, создающая формальное определение ситуации».

## Значение для социальных наук и подобные понятия из других научных областей
В то время как традиционно человеческие действия рассматриваются как находящиеся в зависимости от ситуации, в которой они производятся, и от личностных особенностей и качеств (диспозиций) человека, их осуществляющего, понятие фрейма вводит ещё один — смысловой ракурс их рассмотрения, выступая как смысловая рамка (или рамка социальных представлений), в чьих границах человек определяет для себя ситуацию, в которой действует.
В гуманитарных науках это смысловое измерение фиксируется и в других понятиях — например, при психологическом изучении семьи и при психологическом исследовании близнецов (см., в частности, работы Р. Пломина, Д. Дэниэлса, К. Эсбери и др.) вводится понятие индивидуальной (воспринимаемой) среды (противопоставляемое общей среде, в которой социализируются сиблинги), фиксирующее, что различия в социализации близнецов связаны с тем, как они сами воспринимают ту среду, в которой развиваются.

## Характеристики фреймов
- Рекурсивность фрейма. Согласно Гофману, фрейм устойчив даже в своей изменчивости.
- Как правило, фреймы не осознаются, и попытки их экспликации приводят к дезорганизации восприятия (например, попытки управления собственной речью приводят к тому, что она становится бессвязной, а анализ мотивов и целей поведения может приводить к девиациям в поведении)[3].